# منزل حر
منزل حر هي إحدى مدن الوطن القبلي تقع على الساحل الجنوبي الشرقي لولاية نابل، جنوبي مدينة منزل تميم.
أحدث بها طبقا للأمر المؤرخ في 23 أفريل 1985 بلدية. تبلغ مساحتها 550 هكتارا، يبلغ عدد سكانها 9628 نسمة حسب تقديرات 2022.

## التاريخ
يلقب أهالي منزل حر بالمعاوين وينسبون للأشراف الذين ينحدرون من ذرية علي ابن أبي طالب وفاطمة ابنة الرسول، إعترف البايات في تونس بهذا النسب وقدموا لهم العديد من الامتيازات من أجل تشجيعهم على الإستقرار بالوطن القبلي (دخلة المعاوين).
من أهم الامتيازات: حكم شبه ذاتي، تمكينهم من أراضي فلاحية شاسعة في كامل الوطن القبلي وإعفاء أبنائهم من الخدمة العسكرية.
إختصت منزل حرّ باحتكار منصب القضاء المحلّي لمختلف النزاعات لقرى المعاوين فترة تزيد عن 3 قرون، إلى أن تم إلغاء هذه الوظيفة سنة 1957.

## النشاط الإقتصادي
تزدهر في مدينة منزل حر صناعة النسيج، الجلد و المصبرات الغذائية. يعتمد أهلها أيضا على الحرف التقليدية وخاصة منها التي تصنّعُ بسعف النخيل من قفاف ومظلات.

تعرف منزل حر كذلك بنشاطها الفلاحي وتضم سد لبنة أكبر سد في ولاية نابل. يوجد في المدينة معاصر زيتون حديثة و منابت فلاحية لإنتاج وبيع مشاتل الخضروات. ينتظم بمنزل حر مهرجان سنوي للفلفل. 

## البنية التحتية
برغم موقعها الجغرافي المتميز، هدوئها وجمال شاطئها، إلا أن مدينة منزل حر تعاني من سوء وضعف البنية التحتية للطرقات والمنشآت العمومية.

### من أهم المشاكل
- تردي البنية التحتية لعدة أنهج وطرقات على غرار طريق الجدادير ثاني أهم طريق يربط بين مدينتي منزل حر ومنزل تميم
- إهمال البنية التحتية للمنطقة الصناعية.
- عدم وجود قاعة رياضيّة مغطّاة تتناسب مع عراقة وحجم فريق السهم الرياضي الحري (أذنت سنية بالشيخ وزيرة الشباب والرياضة يوم الخميس 3 جانفي 2019، بإعداد دراسة مشروع بناء القاعة المغطاة بمنزل حر)

## النشاط الرياضي

### السهم الرياضي بمنزل حر
يوم السبت 7 ماي 2016 وبعد أسبوع فقط من احتفال السهم الرياضي بمنزل حر بالذكرى خمسين لانبعاثه سنة 1966، حقق الفريق إنجازا تاريخيا بالصعود إلى بطولة القسم الوطنى"أ" ليلتحق بأندية النخبة الوطنية لكرة اليد رفقة عمالقة اللعبة كالترجي الرياضي التونسي، النادي الإفريقي والنجم الرياضي الساحلي